# Tokyo Private Police
Tokyo Private Police (TOKIO機動ポリス?, Tokio Kidou Police) è un anime OAV di genere hentai del 1997 in due episodi, tratto da un romanzo di Tatenao Hakage. In Italia è stato distribuito dalla Yamato Video nel 2000 col sottotitolo Poliziotte, robottoni e pistoni.
Ambientata in un tempo futuro, la storia ruota attorno ad uno dei gruppi addetti alla sicurezza pubblica che lavora per una società privata, e in particolare al suo ufficiale donna.

## Trama
In un lontano quanto fantascientifico futuro, Tokyo non è più la capitale del Giappone, in quanto tale onore è stato restituito alla città di Kyoto. Anche se continua ad essere un importante centro di commercio, gran parte dell'area urbana (in particolare il quartiere di Ginza) è caduta sempre più nelle mani della criminalità: la polizia regolare risulta essere sopraffatta, oltre che ampiamente impreparata, da tutto questo lavoro extra che gli tocca compiere.
Come conseguenza d'una tal situazione, sono sorte come funghi imprese di sicurezza che garantiscono privatamente la sicurezza dei cittadini che ne fanno richiesta, tramite contratti di protezione esclusivi.
Noriko è impiegata in una di queste società private: anni prima, quand'era ancora una studentessa di liceo, il suo fidanzato dell'epoca aveva tentato di violentarla, mandando così a rotoli il suo primo approccio sessuale. Cresciuta, diventa sempre più un vero e proprio maschiaccio sia come carattere che come look, tanto che spesso viene scambiata per un maschio (e questo fatto, occorre sottolinearlo, la irrita moltissimo).
Una notte, mentre è in procinto di sventare lo stupro di una passeggera della metropolitana da parte di tre teppistelli delinquenti e nullafacenti, viene aiutata da Shibata, il direttore di una società sita a Shinjuku: di conseguenza viene riassegnata a far parte di una nuova squadra appena creata appositamente per quel quartiere.
Noriko incomincia ad avere fantasie romantiche nei confronti di Shibata, anche se sa benissimo che questi è già felicemente fidanzato: appena giunta in zona la giovane si allarma nel vedere che i suoi nuovi compagni di squadra sono dei tipi a dir poco stravaganti: Yasuo è un fanatico dei robot che non prova il minimo interesse per le femmine reali, lui ama solo i mecha.
Isamu invece inizia a vedere Noriko come una futanari e cerca d'agire di conseguenza, e come risultato si prende un bel po' do schiaffi dalla ragazza. La sua partner sulla strada, Kayoko, sembra essere una ninfomane insaziabile sempre in cerca di maschi. Infine, il suo diretto superiore, Keiko, non è altri che la fidanzata ed amante di Shibata: entrambi completamente inconsapevoli ed all'oscuro degli interessi romantici provati da Noriko nei confronti di lui.
Noriko trova ben presto una maniera per alleviare lo stress prodotto dal difficile impiego che svolge: alla fine sarà Kayoko ad aiutar la nostra eroina a superare tutte le proprie inibizioni sessuali.